# Paul Glowka
Paul Glowka (* 13. April 1910 in Lötzen; † 1950 in Lünen) war ein deutscher Fußballtorhüter, der von 1931 bis 1939 für den SV Hindenburg Allenstein aktiv war.

## Karriere

### Vereine
Glowka begann in seinem Geburtsort beim ortsansässigen SV Lötzen mit dem Fußballspielen und wechselte später als Berufssoldat berufsbedingt zum SV Hindenburg Allenstein, für den er in den vom Baltischen Rasen- und Wintersport-Verband organisierten Meisterschaften von 1931 bis 1933 Punktspiele bestritt.
In der in zwei Bezirken – Bezirk I Ostpreußen (in drei Abteilungsligen unterteilt) und Bezirk II Grenzmark (in fünf Kreisligen unterteilt) – ausgetragenen Meisterschaft, ging er mit seiner Mannschaft als Sieger aus der Abteilungsliga Süd hervor und nahm entsprechend an der Ostpreußischen Endrunde teil, die hinter dem VfB Königsberg als Zweitplatzierter abgeschlossen wurde. Mit dieser Platzierung war sein Verein auch in der Endrunde um die Baltische Meisterschaft vertreten, die im Rundenturnier mit dem VfB Königsberg, dem SV Viktoria Stolp und dem Danziger SC ausgetragen – und gewonnen wurde. In der Folgesaison ging er mit seinem Verein als Zweitplatzierter aus der Abteilungsliga Süd hervor und belegte in der sich anschließenden Ostpreußischen Endrunde den ersten, in der Endrunde um die Baltische Meisterschaft mit zwei Punkten auf den SV Prussia-Samland Königsberg den zweiten Platz.
Von 1933 bis 1939 spielte er in der Gauliga Ostpreußen, eine von zunächst 16, später auf 23 aufgestockten Gauligen zur Zeit des Nationalsozialismus als einheitlich höchste Spielklasse im Deutschen Reich.
Aus der bis Saisonende 1934/35 in zwei Abteilungen ausgetragenen Meisterschaft ging er mit seinem Verein als Sieger aus der Abteilung II hervor und nahm somit an der in Hin- und Rückspiel ausgetragenen Gaumeisterschaft teil. Wurde das Hinspiel am 18. März 1934 noch mit 3:2 in Allenstein gegen den SC Preußen Danzig gewonnen, so verlor er mit seinem Verein am 25. März 1934 in Danzig mit 1:6.
An der in zwei Abteilungen zu je vier Mannschaften ausgetragenen Gauliga der Saison 1935/36 nahmen im Rahmen der Qualifikation von den jeweils sieben Vereinen aus den vier zweitklassigen Bezirksklassen die jeweils ersten beiden platzierten Vereine teil. Nachdem sein Verein die Meisterschaft im Bezirk Allenstein gewonnen hatte, setzte sie sich auch in der Abteilung B durch. Die in Hin- und Rückspiel ausgetragene Gaumeisterschaft wurde am 8. März 1936 mit 2:0 beim SV Prussia-Samland Königsberg und am 15. März 1936 mit 7:2 gewonnen.
Mit dem torlosen Unentschieden am 7. März 1937 beim MSV Yorck Boyen Insterburg und dem 7:0-Sieg am 21. März 1937 in Allenstein gewann er mit seiner Mannschaft erneut die Gaumeisterschaft, die er sich mit ihr auch 1939 im Rundenturnier mit zehn Mannschaften sicherte. 1938 nur Zweitplatzierter im Bezirk Allenstein, belegte er in der Abteilung I ebenfalls nur den zweiten Platz, der den Ausschluss vom Finale bedeutete.
Aufgrund der errungenen Erfolge – einmal als Zweiter der Ostpreußischen Meisterschaft – nahm er mit dem SV Hindenburg Allenstein fünfmal an der Endrunde um die Deutsche Meisterschaft teil und bestritt insgesamt 20 Spiele.
Sein Debüt gab er am 8. Mai 1932 bei der 0:6-Achtelfinalniederlage gegen Eintracht Frankfurt, an der seine Mannschaft am 21. Mai 1933 mit 2:12 im Viertelfinale scheiterte. 1935/36, 1936/37 und 1938/39 kam er mit seiner Mannschaft für die er, außer bei der letzten Teilnahme, alle Gruppenspiele bestritt, nicht über die Gruppenphase hinaus.
Seine einzigen beiden Spiele im Wettbewerb um den Tschammerpokal, dem Pokalwettbewerb für Vereinsmannschaften, bestritt er am 6. September 1936 bei der 1:3-Niederlage gegen den VfB Peine im Achtelfinale und am 28. August 1938 beim 2:0-Sieg gegen den SC Preußen Danzig in der 1. Schlussrunde.

### Auswahlmannschaft
Als Spieler der Gauauswahlmannschaft Ostpreußen nahm er auch an den Gauauswahlwettbewerben teil. Sowohl im Wettbewerb um den Adolf-Hitler-Pokal 1933, als auch im Wettbewerb um den Kampfspiel-Pokal 1934 und dem Wettbewerb um den Bundespokal 1935 unterlag er mit seiner Auswahl jeweils in der Vorrunde den Gauauswahlmannschaften Berlin-Brandenburg mit 1:4, Niederrhein mit 0:4 und Niedersachsen mit 1:4. In den vier aufeinander folgenden Teilnahmen am Wettbewerb um den Reichsbundpokal überstand seine Auswahl nur 1935/36 und 1938/39 die Auftaktrunde, schied dann im jeweiligen Viertelfinale aus dem Wettbewerb aus.

## Erfolge
- Gaumeister Ostpreußen 1936, 1937, 1939
- Baltischer Meister 1932, Zweiter der Baltischen Meisterschaft 1933
- Zweiter der Ostpreußischen Meisterschaft 1932, Ostpreußischer Meister 1933

## Sonstiges
Im Laufe des Zweiten Weltkriegs geriet Glowka in sowjetische Kriegsgefangenschaft, aus der er 1950 entlassen wurde. Wenige Tage nachdem er mit seiner Familie in Lünen wiedervereint wurde, starb Paul Glowka bei einem Unfall in einer Lüner Zeche.